# ملبس فارسي
النقل أو الملبس عبارة عن لوز مغلف بالسكر، وهو حلوى إيرانية وأفغانية تقليدية. تُصنع عن طريق غلي السكر مع الماء وماء الورد ثم تغطية اللوز المحمص بالخليط. ويمكن أيضًا صنعها باستخدام أنواع أخرى من المكسرات مثل الجوز أو غيره. غالبًا ما تُتناول مع الشاي.
غالبًا ما يتواجد الملبس في حفلات الزفاف الإيرانية والأفغانية، والتي تعتمد على الاحتفالات الفارسية الأفغانية القديمة. كجزء من احتفال الزفاف، يتم إعداد مجموعة كبيرة من الطعام في منزل العروس. يتضمن ذلك مجموعة متنوعة من المعجنات والحلويات، بما في ذلك الملبس، والذي عادة ما يدفع ثمنه العريس. في العديد من الأماكن في كل من إيران وأفغانستان، يتم رش الملبس على العروس والعريس، تمامًا مثل قطع الورق الملونة في الدول الغربية.

## طالع أيضًا
- الملبس العربي
- قائمة أطباق اللوز [الإنجليزية]
- سويكربون [الإنجليزية]
- ملبس الحمص [الإنجليزية]